# 川越市立川越第一小学校
川越市立川越第一小学校（かわごえしりつかわごえだいいちしょうがっこう）は、埼玉県川越市にある公立小学校。

## 沿革
- 1873年（明治6年）4月 - 旧家老屋敷に三芳野学校設立
- 1947年（昭和22年）4月1日 - 川越市立川越第一小学校となる
- 1968年（昭和43年）3月14日 - 校歌制定（作詞：小林純一　作曲：中田喜直）　[1]

## 学校教育目標
- いのちをだいじに （生命尊重の教育）
- 人をだいじに　（人権尊重の教育）
- 心をだいじに　（心の教育）
- ものをだいじに　（環境愛護の教育)[2]

## 通学区域
- 小仙波町の全域
- 松郷の全域
- 西小仙波町の一部
- 仙波町の一部
- 大仙波の一部
- 松江町の一部
- 三久保町の一部[3]